# Sylejman Delvina
Sylejman Delvina bég (albánul: Sylejman Bey Delvina, nevének írásváltozata Sulejman Delvina; Delvina, 1884. október 5. – Vlora, 1933. augusztus 1.) albán politikus, 1920-ban Albánia miniszterelnöke. 
Janinai gimnáziumi tanulmányai után bekapcsolódott a nemzeti mozgalomba, s hamarosan a konstantinápolyi emigrációhoz csatlakozott. 1911 júliusában a latin betűs albán ábécé elfogadásáért diáktüntetést szervezett Konstantinápolyban. 
Az első világháborút követően, 1919 végén a törökországi albánok képviseletében megjelent a párizsi békekonferencián, de a tárgyalásokon nem vehetett részt. Hamarosan az ország helyzetét stabilizáló, 1920 januárjában megtartott lushnjai kongresszus vezéralakjaként az államfői jogköröket gyakorló Legfelsőbb Tanács egyik előkészítője volt. A kongresszus Delvinát bízta meg kormányalakítással, s március 27-én hivatalosan is beiktatták a világháború utáni Albánia első nemzeti kormányát, amelynek tagjai a következők voltak: Mehmet Konica külügy-, Amet Zogu belügy-, Kadri Prishtina igazságügy-, Sotir Peci oktatási, Lek Çoba pénzügy-, Eshref Frashëri közmunkaügyi, Idhomene Kosturi postaügyi és Ali Riza Kolonja hadügyminiszter. A kabinet egyik fő feladatának azt tekintette, hogy a továbbra is megszállt albán területekre kiterjessze politikai ellenőrzését. A belügyminiszter Zogu által irányított kormányhadsereg megelőzte a Shkodra felé tartó szerb csapatokat. Délen tárgyalások útján egyeztek meg a görögökkel arról, hogy a világháború idején kialakult határvonalat tekintik érvényesnek. A Delvina-kormány május 20-án fegyverbe szólította az albánokat a Vlora környékét megszálló Olaszország ellen. Az olaszok július 2-án kiürítették a várost, majd a Tiranában aláírt egyezmény értelmében szeptember 2-án Albánia olasz használatban hagyta Sazan szigetét. November 20-án Delvina és kormánya lemondott, arra hivatkozva, hogy az albán–délszláv konfliktust nem voltak képesek kezelni.
1921. július 11-én Iliaz Vrioni kormányának belügyminisztere lett. 1922 októberében csatlakozott a Fan Noli vezette antizogista erőkhöz. 1924-ben részt vett a júniusi forradalomban, majd Fan Noli kormányának külügyminisztere volt június 16. és december 23. között. Miután Zogu elkergette Nolit és visszaszerezte a hatalmat, Delvinának is menekülnie kellett az országból és emigrációban élt. 1927. szeptember 21-én több politikustársával együtt amnesztiában részesült, visszatért hazájába, és a politikától visszavonultan élte le életét.